# Теолошки некогнитивизам
Теолошки некогнитивизам је аргумент о томе да је верски језик – конкретније, речи попут "Бог" – нису когнитивно смислене. Понекад се сматра као синоним за игностицизам.

## Преглед
Теолошки некогнитивисти тврде да је главна дефиниција "Бога", "творац универзума" (или мултиверзума, за оне који говори о "другим световима") није сасвим јасна.
Теолошки некогнитивисти тврде да су све друге уочене дефиниције термина "Бог" кружне. На пример, "Бог је оно што је изазвало све осим Бога". Ово је такође уочиво и у Анселмовој дефиницији: "Бог је нешто више од чега се ништа више не може замислити".
Други теолошки некогнитивисти тврде другачије, у зависности од тога шта се сматра да је "теорија значења". Мајкл Мартин је тврдио да верски језик није битан, јер он не може да се провери.
Џорџ Х. Смит користи атрибутски-оријентисан приступ у покушају да докаже да нема појма за термин "Бог". Он тврди да има само негативно одређених или релационих атрибута за Бога, који чине термин бесмисленим.
Неки теолошки некогнитивисти тврде да се позитивним атеизмом даје поверење концепту Бога, јер се онда претпоставља да он постоји чим се у њега не верује.
Као и са игностицизмом, многи теолошки некогнитивисти тврде да очекују договорену дефиницију речи "Бог" (или било које друге метафизичке изреке) пре него што буде у могућности да се укључе аргументе за или против његовог постојања.